# 王默 (唐朝)
王默（約734年—805年）:165，又名王墨，一作王洽，唐代畫家。

## 生平
早年師法鄭虔，性情狂野放宕，嗜酒，常散游各地，唐德宗贞元中死于润州（今江苏镇江）。
善潑墨，常畫山水、松石、雜樹。
性嗜酒，經常於醺酣大醉之後潑墨於絹上，即随墨迹之大小形状脚踩、手抹，甚至以髮髻取墨，自成浓淡，画成山石云水，号“泼墨”，因又别名王墨。